# 基拉伊海杰什
基拉伊海杰什，是匈牙利琼格拉德州所辖的一个村。总面积29.80平方公里，总人口656，人口密度22.0人/平方公里（2011年1月1日）。